# Denotation
Ett ords denotation är dess betydelse eller dess abstrakta definition. Motsatsen, konnotationen, är alla de föremål som ordet syftar på. Denotationen till ordet flicka är ung kvinna, konnotationen är alla flickor, d.v.s. alla de miljontals människor som kan åsyftas när man säger ordet flicka.
Denotation är synonymt med begreppet extension eller begreppsinnehåll; konnotation är synonymt med intension (begreppsomfång). Distinktionen ska inte utan vidare jämställas med Freges begreppspar mening (Sinn) och referens (Bedeutung).
Inom logik och filosofisk semantik har begreppen använts sedan John Stuart Mill. 
I en vidare bemärkelse har denotation/konnotation använts i betydelsen bokstavlig eller ursprunglig betydelse resp. kulturell, symbolisk, överförd betydelse:
Ta till exempel James Bond. Ur en denotativ synvinkel är han hjälten i ett antal populära agentromaner och agentfilmer. Men konnotationerna kring James Bond omfattar sådant som sexism, rasism, egendomliga föreställningar om det engelska, Bonds personliga idiosynkrasier, brittiska säkerhetstjänsten, kalla kriget, föreställningar om amerikaner och ryssar etcetera.

## Etymologi
Efter medeltidslatinets denotare (=tydligt utmärka), av latinets de (=från, av) + notare (=förse med märke).
Jämför även engelskans denote.